# Béhéricourt
Béhéricourt è un comune francese di 218 abitanti situato nel dipartimento dell'Oise, nella regione dell'Alta Francia.

## Società

### Evoluzione demografica
Abitanti censiti